# 最後の弾丸 (1971年の映画)
『最後の弾丸』（さいごのだんがん、One More Train to Rob）は、1971年のアメリカ合衆国の西部劇映画。監督はアンドリュー・V・マクラグレン、出演はジョージ・ペパードとダイアナ・マルドアなど。列車強盗をはたらく一味を描く。

## ストーリー
ハーカー・フリートは仲間たちと共に列車強盗を行ない、奪った現金や宝石類を乗客に化けていた仲間のティモシー・ノーランのトランクにこっそり入れる。しかし、ハーカーはひと騒動やらかしてしまい、投獄される。
出獄したハーカーは、分け前を貰うためにノーランを探すが、ノーランは奪った現金や宝石類で財を成し、しかもハーカーの恋人ケイティを妻にしていた。
ノーランはハーカーに、中国人の金塊を奪うのを手伝えと話を持ちかけてくる。

## キャスト
※括弧内は日本語吹替。
- ハーカー・フリート：ジョージ・ペパード（田中信夫）
- ケイティ：ダイアナ・マルドア（池田昌子）
- ティモシー・ノーラン：ジョン・ヴァーノン（小林修）
- アー・トイ：フランス・ニュイエン（平井道子）
- ジム・ガント：スティーヴ・サンダー（英語版）（市川治）
- ルーエラ：マリー・ウィンザー（英語版）
- レッド：ハリー・ケリー・ジュニア
- バート：ハル・ニーダム
- ユン：スーン＝テック・オー
- 警備員：ジョン・ミッチャム[2]